# Bopyrione longicapitata
Bopyrione longicapitata är en kräftdjursart som beskrevs av John C. Markham 1980. Bopyrione longicapitata ingår i släktet Bopyrione och familjen Bopyridae. Inga underarter finns listade i Catalogue of Life.